# Лісабонський погром
38°42′29″ пн. ш. 9°08′20″ зх. д. / 38.708042° пн. ш. 9.139016° зх. д.

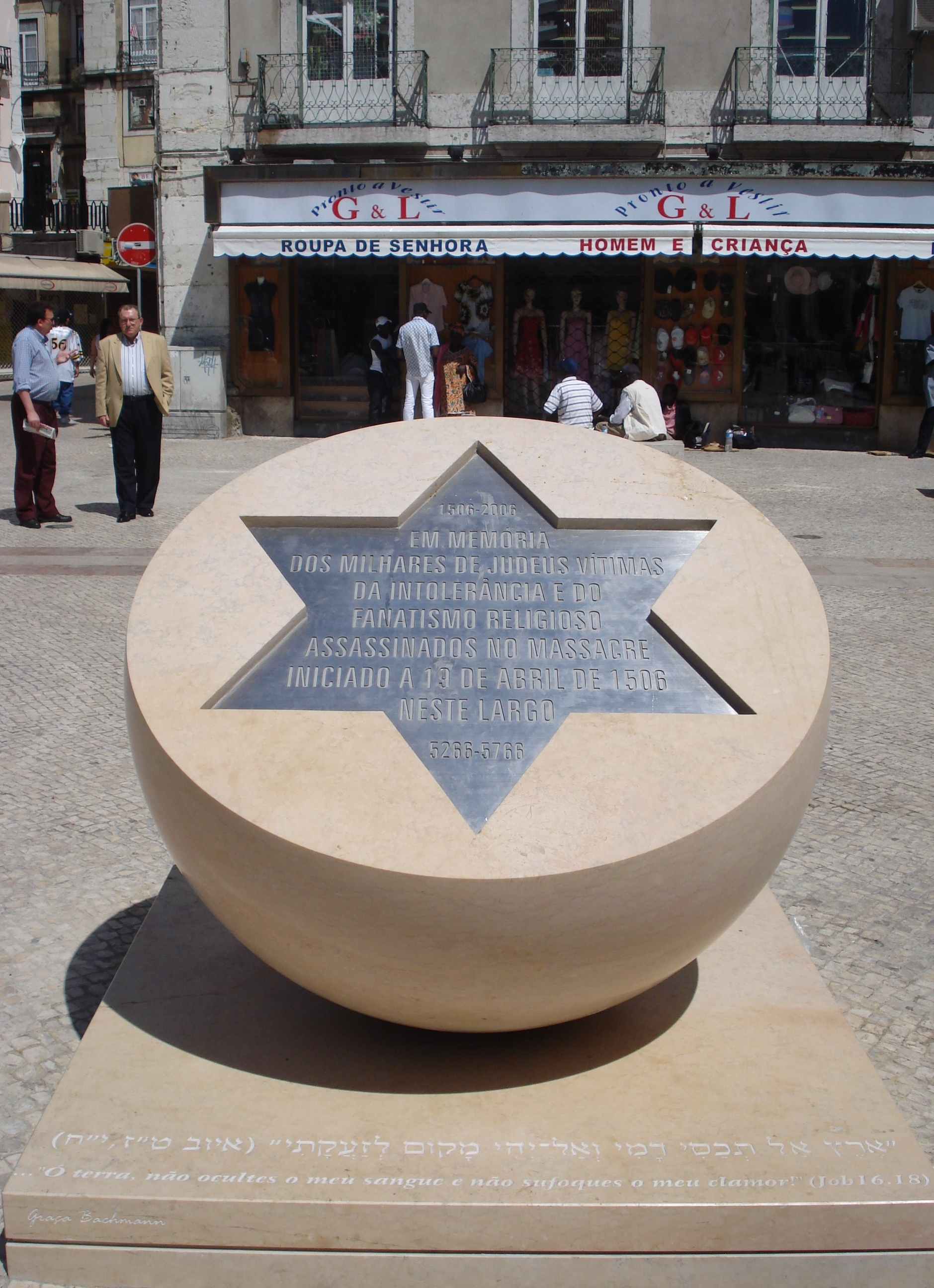
Памятник загиблим у погромі 1506 р.

Лісабо́нський погро́м (порт. Pogrom de Lisboa) —  найбільший погром нових християн у Португалії, що відбувся 19—21 квітня 1506 року в Лісабоні, за правління короля Мануела І. Проходив на тлі насильницького навернення юдеїв до християнства (1497), заборони еміграції та росту антиєврейських настроїв (1504). Об'єктом погрому були конвертити, особливо колишні юдеї, яких підозрювали у таємному сповідуванні юдаїзму (так звані марани). Стався після святкування маранами пасхального седера. Приводом до погрому стала подія у столичній Церкві святого Домініка, де один з маранів засумнівався у чудесному явленні лику Христа парафіянам. Обурені католики-португальці, підбурювані чернецтвом, а також іноземні моряки (англійці, фламандці, французи), які перебували у столичній бухті, розпочали нищити квартали нових християн. Погром переріс у масові заворушення і вбивства в Лісабоні. Під час безчинств загинуло до 4 тисяч мешканців столиці, з яких не менше 1,4 тисячі були маранами. Мануел І жорстоко покарав організаторів погрому та членів лісабонського магістрату. Як наслідок король прийняв указ від 1 березня 1507 року, яким дозволив новим християнам вільно емігрувати з країни, вивозити чи продавати своє майно. Також — Лісабо́нська різани́на (порт. Massacre de Lisboa), Пасхальне вбивство (порт. Matança da Páscoa).